# Exene Cervenka
Exene Cervenka, pseudonimo di Christene Lee Cervenka (Chicago, 1º febbraio 1956), è una cantante statunitense.
Dal 1977 fa parte del gruppo punk rock californiano X. La band ha pubblicato sette album dal 1980 al 1993, e dopo un periodo di pausa si è riunita nei primi anni 2000 per alcuni tour; nel 2020 ha pubblicato l'album Alphabetland, il primo dopo 27 anni.

## Discografia

### Con gli X
- 1980 - Los Angeles
- 1981 - Wild Gift
- 1982 - Under the Big Black Sun
- 1983 - More Fun in the New World
- 1985 - Ain't Love Grand
- 1987 - See How We Are
- 1988 - Live at the Whisky a Go-Go
- 1993 - Hey Zeus!
- 1995 - Unclogged
- 1997 - Beyond and Back: The X Anthology
- 2004 - The Best: Make the Music Go Bang!
- 2020 -  Alphabetland

### Con i The Knitters
- 1985 - Poor Little Critter on the Road
- 2005 - The Modern Sounds of the Knitters

### Solista
- 1989 - Old Wives' Tales
- 1990 - Running Sacred
- 1995 - Surface To Air Serpents
- 2009 - Somewhere Gone
- 2011 - The Excitement of Maybe

### Altro
- 1997 - Life Could Be A Dream (con Auntie Christ)
- 2002 - Original Sinners (con Original Sinners)
- 2006 - Sev7en (come Exene Cervenka and the Original Sinners)

## Vita privata
Ha origini della Repubblica Ceca.
Dal 1980 al 1985 è stata sposata con John Doe, con lei membro del gruppo musicale X.
Dal 1987 al 1992 (divorziati ufficialmente nel 1997) è stata sposata con Viggo Mortensen. In seguito è stata sposata con Jason Edge.

## Filmografia parziale

### Attrice
- Ai confini della realtà (The Twilight Zone) - serie TV, episodio 1x11 (1985)
- Childrens Hospital - serie TV, 1 episodio (2016)

### Colonne sonore
- Across the Moon, regia di Lisa Gottlieb (1994)